# Theta Serpentis
Theta Serpentis (θ Serpentis, förkortat Theta Ser, θ Ser) som är stjärnans Bayerbeteckning, är en trippelstjärna belägen i den nordöstra delen av stjärnbilden Ormen, som representerar ”ormens svans”. Trippelstjärnan består av en dubbelstjärna betecknad Theta Serpentis AB och vars två komponenter är betecknade Theta1 Serpentis eller Theta Serpentis A (och även benämnd Alya) och Theta2 Serpentis eller Theta Serpentis B samt en tredje visuell följeslagare Theta Serpentis C. Den har en kombinerad skenbar magnitud på 4,03 och är synlig för blotta ögat där ljusföroreningar ej förekommer. Baserat på parallaxmätning inom Hipparcosuppdraget på ca 19,3 - 21,1 mas för Theta Serpentis AB, beräknas dessa befinna sig på ett avstånd på ca 150 - 170 ljusår (ca 47 - 52 parsek), samt Theta Serpentis C 86 ljusår, från solen.

## Nomenklatur
Beteckningarna för de två beståndsdelarna Theta Serpentis AB och C och de av AB:s komponenter - Theta Serpentis A och B - härleder från konventionen som används av Washington Multiplicity Catalog (WMC) för multippelstjärnsystem och antagits av Internationella Astronomiska Unionen (IAU). 
Systemet har det traditionella namnet Alya, från arabiska الية 'alyah ' "feta svans" (av ett får)". År 2016 organiserade Internationella astronomiska unionen en arbetsgrupp för stjärnnamn (WGSN) med uppgift att katalogisera och standardisera riktiga namn för stjärnor. WGSN fastställde namnet Alya för komponenten Theta1 Serpentis den 21 augusti 2016 och det ingår nu i IAU:s Catalog of Star Names.
I stjärnkatalogen i Al Achsasi al Mouakket-kalendern var denna stjärna betecknad Dzaneb al Haiyet, som översattes till latin som Cauda Serpentis, vilket betyder "ormens svans".

## Egenskaper
Både Theta Serpentis A och Theta Serpentis B är stjärnor i huvudserien av spektralklass A5 V respektive A5Vn. Den har båda en massa som är ungefär dubbelt så stor som solens massa, en radie som är ca 2,7 gånger större än solens och utsänder från dess fotosfär ca 18 respektive 13 gånger mera energi än solen vid en effektiv temperatur på ca 8 000 K.
Dubbelparets två stjärnor är separerade med 22 bågsekunder motsvarande åtminstone 900 AE och med en omloppsperiod på minst 14 000 år. Theta Serpentis C är en gul stjärna av spektraltyp G med en skenbar magnitud på +6,71 och separerad med 7 bågminuter från Theta Serpentis B.